# Équipe cycliste Health Mate-Cyclelive
L'équipe cycliste Health Mate-Cyclelive est une équipe cycliste professionnelle féminine basée en Belgique, active en 2018 et 2019.

## Histoire de l'équipe
En juin 2019, l'UCI annonce que Patrick Van Gansen, le manager général de l'équipe est sous enquête de la part de sa Commission d'éthique. Dix coureuses ont porté plainte et rapporté des abus et des comportements inappropriés de sa part. En raison de l'enquête, en juillet, Health Mate, société qui fabrique des saunas infrarouges, annonce qu'elle met fin au parrainage de l'équipe à la fin de la saison 2019. En avril 2020, la Commission d'éthique de l'UCI conclut que « des violations du Code d'éthique de l'UCI avaient été commises » et transmet à la Commission Disciplinaire de l'UCI pour d'éventuelles sanctions.
Le 22 février 2021, Van Gansen est suspendu jusqu'en 2023 de toutes fonctions par la Commission Disciplinaire de l'UCI. Cette sanction rétroactive (du 16 avril 2020 au 31 décembre 2022) s'ajoute au « programme de sensibilisation au harcèlement sexuel au travail, dispensé par un établissement professionnel reconnu », que l'ex-manager doit suivre, et qu'en cas de manquement à cette obligation, il se verrait refuser une nouvelle licence et donc une fonction dirigeante.

## Classements UCI
Ce tableau présente les places de l'équipe au classement de l'Union cycliste internationale en fin de saison, ainsi que la meilleure cycliste au classement individuel de chaque saison.
| Année | Classement par équipes | Meilleure coureuse au classement individuel |
| 2018  | 28e                    | Janine van der Meer (91e)                   |
| 2019  | 28e                    | Kathrin Schweinberger (71e)                 |

L'équipe participe à l'UCI World Tour féminin. Le tableau ci-dessous présente les classements de l'équipe sur ce circuit, ainsi que sa meilleure coureuse au classement individuel.
| Année | Classement par équipes | Meilleure coureuse au classement individuel |
| 2018  | 42e                    | Spela Kern (254e)                           |
| 2019  | 32e                    | Kathrin Schweinberger (204e)                |

## Principales victoires

### Championnats nationaux
Cyclisme sur route
- Championnats du Brésil sur route : 1
  - Course en ligne : 2018 (Flávia Oliveira)
- Championnats de Hongrie sur route : 2
  - Course en ligne : 2019 (Zsófia Szabó)
  - Contre-la-montre : 2019 (Veronika Kormos)

## Encadrement
Le directeur sportif est Pascal Cloudt.

## Health Mate-Cyclelive en 2019
| Arrivées            | Équipe 2018                              |
| ------------------- | ---------------------------------------- |
| Fien Delbaere       | Experza-Footlogix                        |
| Laura Lozano        | direction sportive de l'équipe Merquimia |
| Esther Meisels      | Néo-professionnelle                      |
| Sara Mustonen       | Experza-Footlogix                        |
| Lotte Rotman        | Experza-Footlogix                        |
| Laura Süßemilch     | Néo-professionnelle                      |
| Kirstie van Haaften | Néo-professionnelle                      |
| Kylie Waterreus     | Néo-professionnelle                      |

| Départs                | Équipe 2019                     |
| ---------------------- | ------------------------------- |
| Delphine Brits         | Amateur                         |
| Megan Chard            | Amateur                         |
| Fien De Paepe          | Amateur                         |
| Tara Gins              | Amateur                         |
| Spela Kern             | Amateur                         |
| Elena Novikova         | Servetto-Stradalli-AluRecycling |
| Flávia Oliveira        | Amateur                         |
| Laura Vainionpää       | Amateur                         |
| Janine Van Der Meer    | Parkhotel Valkenburg            |
| Marieke van Witzenburg | Amateur                         |
| Lore Verstraete        | Amateur                         |

### Effectif
| Effectif 2019                   | Effectif 2019     | Effectif 2019 | Effectif 2019                   |
| Cycliste                        | Date de naissance | Pays          | Équipe précédente               |
| ------------------------------- | ----------------- | ------------- | ------------------------------- |
| Lara Defour                     | 12 novembre 1997  | Belgique      | Autoglas Wetteren (2018)        |
| Fien Delbaere                   | 21 avril 1996     | Belgique      | Autoglas Wetteren (2018)        |
| Veronika Kormos                 | 17 août 1992      | Hongrie       | DN 17 Nouvelle-Aquitaine (2018) |
| Laura Lozano                    | 25 octobre 1986   | Colombie      | Servetto Giusta (2017)          |
| Esther Meisels                  | 10 juin 1995      | Israël        |                                 |
| Sara Mustonen (1 janv.–30 avr.) | 8 février 1981    | Suède         | Experza-Footlogix (2018)        |
| Christina Perchtold             | 11 mai 1993       | Autriche      | Cervélo Bigla (2017)            |
| Lotte Rotman                    | 19 juin 1999      | Belgique      | Experza-Footlogix (2018)        |
| Christina Schweinberger         | 29 octobre 1996   | Autriche      |                                 |
| Kathrin Schweinberger           | 29 octobre 1996   | Autriche      |                                 |
| Laura Süßemilch                 | 23 février 1997   | Allemagne     | Team Stuttgart (2018)           |
| Zsófia Szabó                    | 3 janvier 1997    | Hongrie       |                                 |
| Chloë Turblin                   | 10 septembre 1995 | France        |                                 |
| Kirstie van Haaften             | 21 janvier 1999   | Pays-Bas      | Restore (2018)                  |
| Kylie Waterreus                 | 22 mars 1998      | Pays-Bas      | Jan van Arckel (2018)           |
|                                 |                   |               |                                 |
| Source : UCI                    |                   |               |                                 |

### Victoires
| Victoires | Victoires                                  | Victoires | Victoires | Victoires       | Victoires |
| Date      | Course                                     | Pays      | Classe    | Vainqueur       |           |
| --------- | ------------------------------------------ | --------- | --------- | --------------- | --------- |
| 8 mai     | 1re étape du Tour d'Uppsala                | Suède     | 2.2       | Sara Mustonen   |           |
| 10 mai    | Classement général, Tour d'Uppsala         | Suède     | 2.2       | Sara Mustonen   |           |
| 27 juin   | Championnat de Hongrie du contre-la-montre | Hongrie   | CN        | Veronika Kormos |           |
| 30 juin   | Championnat de Hongrie sur route           | Hongrie   | CN        | Zsófia Szabó    |           |

### Classement mondial
| Classement UCI | Classement UCI          | Classement UCI | Classement UCI |
| Coureuse       | Coureuse                | Pays           | Points         |
| -------------- | ----------------------- | -------------- | -------------- |
| 71e            | Kathrin Schweinberger   | Autriche       | 275 pts        |
| 198e           | Kirstie van Haaften     | Pays-Bas       | 101 pts        |
| 288e           | Zsófia Szabó            | Hongrie        | 56 pts         |
| 417e           | Christina Perchtold     | Autriche       | 30 pts         |
| 466e           | Veronika Kormos         | Hongrie        | 25 pts         |
| 777e           | Christina Schweinberger | Autriche       | 6 pts          |
| 778e           | Laura Lozano            | Colombie       | 6 pts          |
| 850e           | Laura Süßemilch         | Allemagne      | 5 pts          |
| 991e           | Fien Delbaere           | Belgique       | 3 pts          |
| 995e           | Lara Defour             | Belgique       | 3 pts          |

## Health Mate-Cyclelive en 2018

### Effectif
| Effectif 2018                     | Effectif 2018     | Effectif 2018 | Effectif 2018                 |
| Cycliste                          | Date de naissance | Pays          | Équipe précédente             |
| --------------------------------- | ----------------- | ------------- | ----------------------------- |
| Delphine Brits                    | 2 novembre 1982   | Belgique      |                               |
| Megan Chard                       | 6 janvier 1998    | Royaume-Uni   | Isorex (2017)                 |
| Fien De Paepe                     | 17 mai 1996       | Belgique      |                               |
| Lara Defour (16 mai–31 déc.)      | 12 novembre 1997  | Belgique      | Autoglas Wetteren (2018)      |
| Tara Gins                         | 2 décembre 1990   | Belgique      | Lares-Waowdeals Women (2017)  |
| Špela Kern                        | 24 février 1990   | Slovénie      | Bizkaia-Durango (2017)        |
| Veronika Kormos (20 juin–31 déc.) | 17 août 1992      | Hongrie       | Maaslandster Veris CCN (2017) |
| Desiree Liegeois                  | 29 septembre 1997 | Pays-Bas      |                               |
| Elena Novikova (1 janv.–4 sept.)  | 14 janvier 1984   | Ukraine       | Servetto Footon (2016)        |
| Flávia Oliveira                   | 27 octobre 1981   | Brésil        | Lares-Waowdeals Women (2017)  |
| Christina Perchtold               | 11 mai 1993       | Autriche      | Cervélo Bigla (2017)          |
| Kathrin Schweinberger             | 29 octobre 1996   | Autriche      |                               |
| Christina Schweinberger           | 29 octobre 1996   | Autriche      |                               |
| Zsófia Szabó (1 juin–31 déc.)     | 3 janvier 1997    | Hongrie       |                               |
| Chloë Turblin                     | 10 septembre 1995 | France        |                               |
| Laura Vainionpää                  | 11 avril 1994     | Finlande      |                               |
| Janine van der Meer               | 17 février 1994   | Pays-Bas      | Lensworld-Kuota (2017)        |
| Marieke de Groot                  | 29 octobre 1985   | Pays-Bas      | Swaboladies.nl (2017)         |
| Lore Verstraete                   | 18 mai 1998       | Belgique      |                               |
|                                   |                   |               |                               |
| Source : ProCyclingStats          |                   |               |                               |

### Victoires
| Victoires | Victoires                       | Victoires | Victoires | Victoires           | Victoires |
| Date      | Course                          | Pays      | Classe    | Vainqueur           |           |
| --------- | ------------------------------- | --------- | --------- | ------------------- | --------- |
| 10 juin   | Diamond Tour                    | Belgique  | 1.1       | Janine van der Meer |           |
| 30 juin   | Championnat du Brésil sur route | Brésil    | CN        | Flávia Oliveira     |           |

### Classement mondial
| Classement UCI | Classement UCI        | Classement UCI | Classement UCI |
| Coureuse       | Coureuse              | Pays           | Points         |
| -------------- | --------------------- | -------------- | -------------- |
| 91e            | Janine van der Meer   | Pays-Bas       | 203 pts        |
| 120e           | Kathrin Schweinberger | Autriche       | 152 pts        |
| 392e           | Laura Vainionpää      | Finlande       | 21 pts         |
| 500e           | Špela Kern            | Slovénie       | 13 pts         |
| 538e           | Chloë Turblin         | France         | 10 pts         |
| 539e           | Christina Perchtold   | Autriche       | 10 pts         |
| 651e           | Zsófia Szabó          | Hongrie        | 5 pts          |
| 775e           | Lara Defour           | Belgique       | 3 pts          |